# Jiří Malec
Jiří Malec, češki smučarski skakalec, * 24. november 1962, Vlastibor, Češkoslovaška.
Malec je svoj največji uspeh kariere dosegel na Zimskih olimpijskih igrah 1988 v Calgaryju, kjer je osvojil bronasto medaljo na srednji skakalnici, ob tem je osvojil še četrto mesto na ekipni tekmi in štiriindvajseto na veliki skakalnici.